# Ахметьянов, Ахат Абдулхакович
Аха́т Абдулха́кович Ахметья́нов (баш. Әхмәтйәнов Әхәт Әбделхаҡ улы; 10 августа 1918 — 3 августа 1976) — советский участник Великой Отечественной войны, снайпер 260-го стрелкового полка 168-й стрелковой дивизии, старший сержант. Всего уничтожил 502 врага (к 15 января 1944 года).

## Биография
Родился 10 августа 1918 года в селе Макарово Юрматынского кантона Башкурдистана (ныне Ишимбайского района Республики Башкортостан) в семье крестьянина-середняка. По национальности — башкир. Отец — Абдулхак Ахметьянович Карамышев (1878—?) участвовал в Русско-японской и Первой мировой войнах, в 1937 году был репрессирован.
Окончив семь классов Макаровской семилетней школы, поступил в Серменевское педагогическое училище, которое окончил в 1937 году. Затем его назначили директором Актыновской начальной сельской школы в Чкаловской области, где он проработал до начала войны. К тому времени он уже окончил 3 курса Одесского химико-технологического института.
С 15 апреля 1938 года служил в рядах РККА. С 30 ноября 1939 года по 13 марта 1940 года участвовал в Советско-финской войне.
С самого начала Великой Отечественной войны был на фронте, в июле служил в составе 166-го специального стрелкового батальона. 5 августа 1941 года получил контузию, после чего служил в составе 549-го специального стрелкового батальона. 5 января 1942 года в Калининском фронте был ранен. С августа 1942 года начал службу в Ораниенбаумском плацдарме Ленинградского фронта, в 260-м стрелковом полку 168-й стрелковой дивизии.
11 ноября 1942 года за уничтожение 83 врагов и подготовку 25 снайперов старший сержант 168-й стрелковой дивизии 260-го стрелкового полка Ахметьянов был награждён орденом «Красная Звезда». С 1942 года — член ВКП(б). 5 июня 1943 года награждён медалью «За оборону Ленинграда». 26 сентября 1943 года за уничтожение 359 врагов и подготовку в полку 106 снайперов старший сержант 168-й стрелковой дивизии 260-го стрелкового полка Ахат Ахметьянов был награждён орденом Отечественной войны II степени. На 17 января 1944 году всего Ахметьяновым было уничтожено 502 вражеских офицеров и солдат.
Был 4 раза ранен, получил контузию. Став инвалидом второй группы, по состоянию здоровья не мог продолжить военную службу, и 1 мая 1944 года был демобилизован. Вернулся к преподавательской деятельности. С 1 июля 1944 года работал директором Макаровской школы и одновременно — начальником Макаровского районного отдела народного образования. С 23 марта 1947 года по 5 июля 1949 года являлся директором средней школы села Сайраново, а после в течение года — школы деревни Азнаево. С 1950 года занимал должность директора средней школы села Новый Биктяш Бижбулякского района.
Умер 3 августа 1976 года в родном селе Макарово Ишимбайского района.

## Награды
- 11.11.1942 — Приказ по Ленинградскому фронту № 02364/11 за образцовое выполнение боевых заданий командиров — орден «Красной звезды» № 57394;
- 05.06.1943 — Указом ПВС СССР за участие в героической обороне Ленинграда — медаль «За оборону Ленинграда» № 20510[10];
- 26.09.1943 — Приказ по Ленинградскому фронту за образцовое выполнение боевых заданий командиров — орден «Отечественной войны II степени» № 22991; согласно материалам наградного листа, к моменту награждения орденом Ахметьянов уничтожил 359 немецких солдат и офицеров;
- 15.01.1944 — Приказ по Ленинградскому фронту за истребление 502 фашистов значок «Отличный снайпер» № 00002.

## Память
- В 1983 году была издана двенадцатитомная антология художественных произведений о Великой Отечественной войне «Венок славы». В третий том, посвящённый героической обороне Ленинграда, вошёл рассказ Виталия Василевского «Удар в ночи» из повести «Военная косточка». Действие повести происходит в августе 1942 года, в 32 километрах севернее Ленинграда. Главный герой — снайпер сержант Романцов. Прототипом его стал однополчанин Виталия Василевского — Ахат Ахметьянов, учитель из Башкирии, один из лучших снайперов Ленинградского фронта[11].
- 2013 году в селе Макарово, на доме, где жил Ахат Ахметьянов, в честь него была установлена мемориальная доска[12].

## Семья
Вместе с женой Нажией Ибрагимовной воспитали и вырастили пятерых детей.